# Paweł Dembski
Paweł Dembski herbu Prawdzic (ur. ok. 1540, zm. 28 lutego 1614 w Krakowie) – ksiądz katolicki, kanonik krakowskiej kapituły katedralnej, biskup pomocniczy krakowski w latach 1587 – 1614, oficjał i wikariusz generalny diecezji.

## Życiorys
Pochodził z Mazowsza z rodziny szlacheckiej herbu Prawdzic. Był synem Stanisława Dębskiego i Katarzyny Szydłowskiej herbu Lubicz. Pełnił funkcje kanonika i administratora dóbr pabianickich. Prekonizowany na biskupa pomocniczego diecezji krakowskiej 11 marca 1587. Od 1600 pełniący funkcje oficjała i wikariusza generalnego. Był biskupem, który zapoczątkował zwyczaj łączenia funkcji biskupa pomocniczego, wikariusza generalnego i oficjała w jednej osobie. Trzykrotnie administrował diecezją krakowską, w 1591, 1600 oraz w latach 1606 – 1607, kiedy to kardynał Bernard Maciejowski mianowany został arcybiskupem gnieźnieńskim i prymasem Polski.
Z jego działalności w diecezji znane są dość liczne konsekracje kościołów i kaplic. W 1588 konsekrował kościół św. Mateusza i Wawrzyńca w Pabianicach, w 1591 kościół Zwiastowania NMP na Plebance w Kazimierzu, w 1599 kościół św. Stanisława (obecnie cmentarny) w Małogoszczu, a w 1610 kościół w Lipnicy Murowanej. 
Zmarł 28 lutego 1614 w Krakowie.